# Kohleminen von Ronchamp

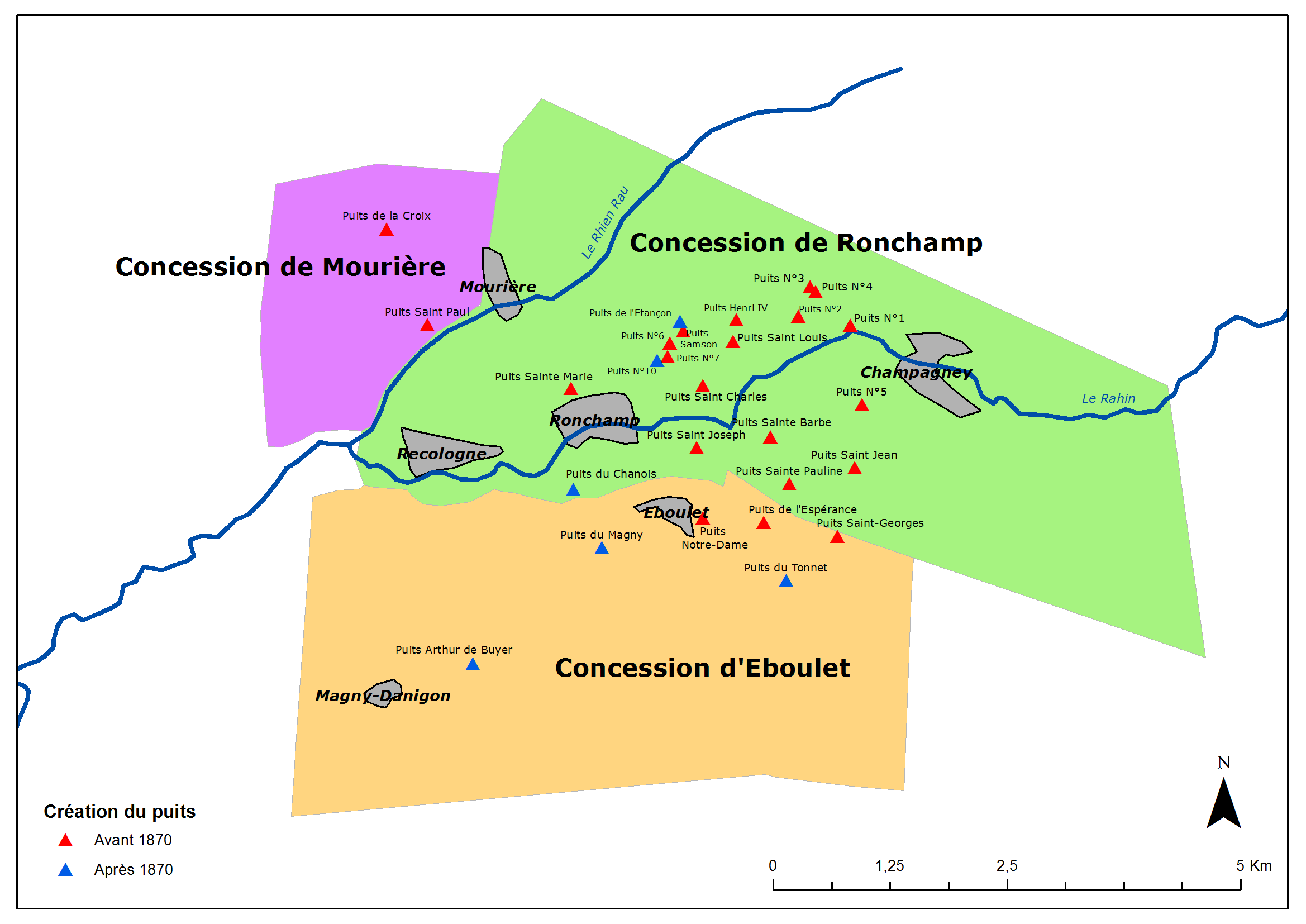
Die drei Konzessionsgebiete Mitte des 19. Jahrhunderts

Fördermengen und Anzahl Bergmänner

Die Kohleminen von Ronchamp waren Steinkohlebergwerke um Ronchamp in der Franche-Comté im Osten Frankreichs. Sie erstrecken sich auf dem Gebiet der drei Gemeinden Ronchamp, Champagney und Magny-Danigon.

## Geschichte
Die mehr als zwei Jahrhunderte lang (Mitte des 18. bis Mitte des 20. Jahrhunderts) betriebenen Kohlezechen haben die Landschaft, Wirtschaft und lokale Bevölkerungsentwicklung tief geprägt.
Durch den Kohleabbau hat sich nicht nur die Landschaft um Ronchamp und Champagney durch die Anhäufung von Schachtanlagen stark verändert, sondern auch die Wirtschaft und mit dem Zuzug polnischer Einwanderer, die ihre Bergbautradition mitbrachten, die lokale Bevölkerung. Der Abbau begann in den Stollen an den Flanken der Hügel, bevor 1810 der Schacht Saint-Louis geteuft wurde. Es war die erste größere Bergbauaktivität in diesem Gebiet überhaupt. Die Kohleflöze reichten immer tiefer, und um erfolgreich zu sein, teufte das Bergbauunternehmen (die Société civile des houillères de Ronchamp) schließlich doppelt so tiefe Schächte, wie es sie bis dato in Frankreich gab; 1878 erreichte der Schacht du Magny 694 m und der Schacht Arthur de Buyer im Jahre 1900 1010 Meter Teufe. Bei der Verstaatlichung der Bergwerke im Jahr 1946 wurden die aktiven Gruben und das Wärmekraftwerk an Electricité de France übertragen.
Nach der Schließung im Jahr 1958 wurden die Bergwerke gesichert, die Infrastruktur meist abgerissen und die Arbeiter umgeschult. Später entstanden ein Museum und zwei Vereine, die sich um die Erinnerung an die Bergbaugeschichte und die Erhaltung einzelner Standorte und die Möglichkeit der Besichtigung bemühten.

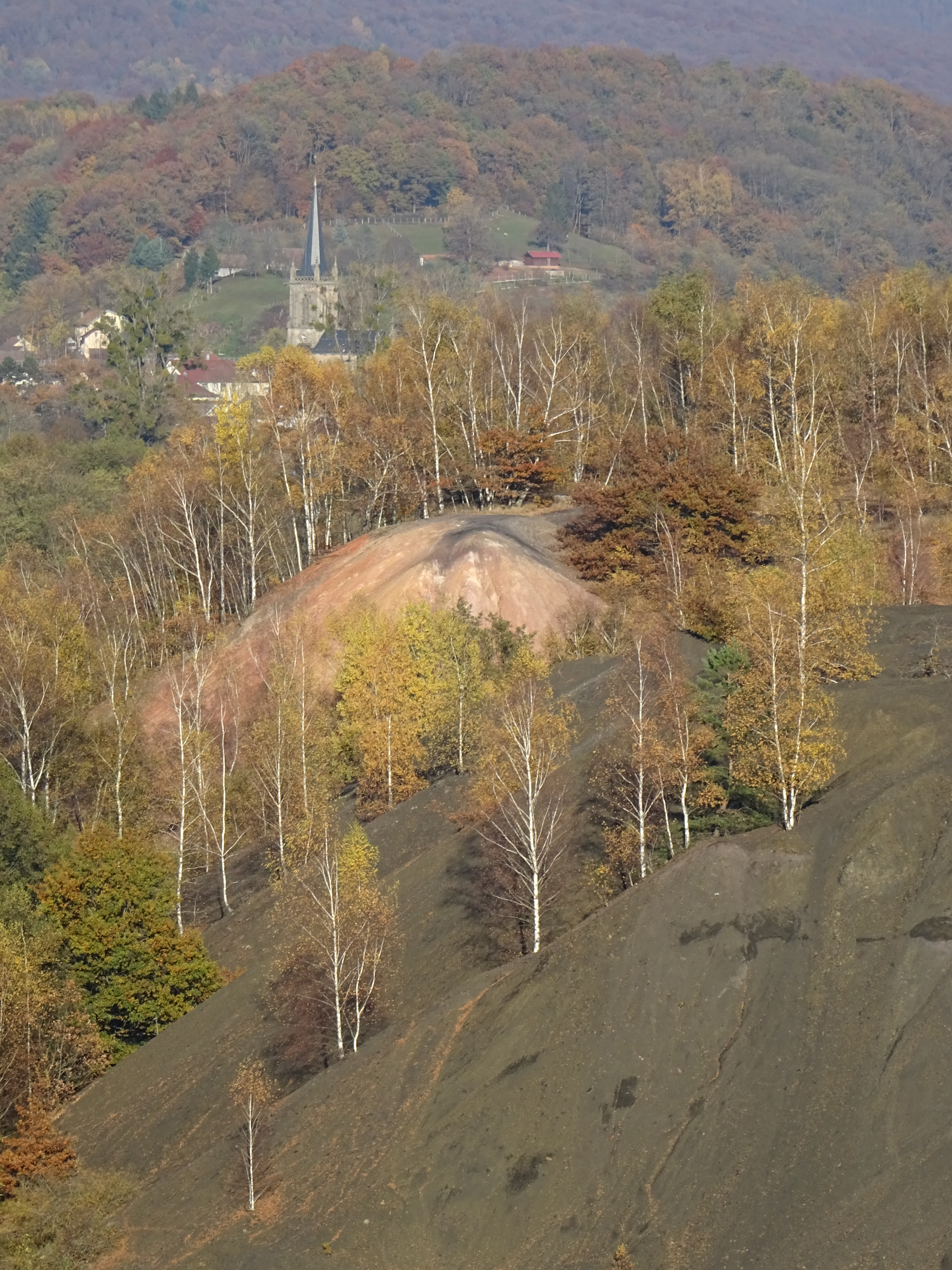
Bergehalde von Ronchamp
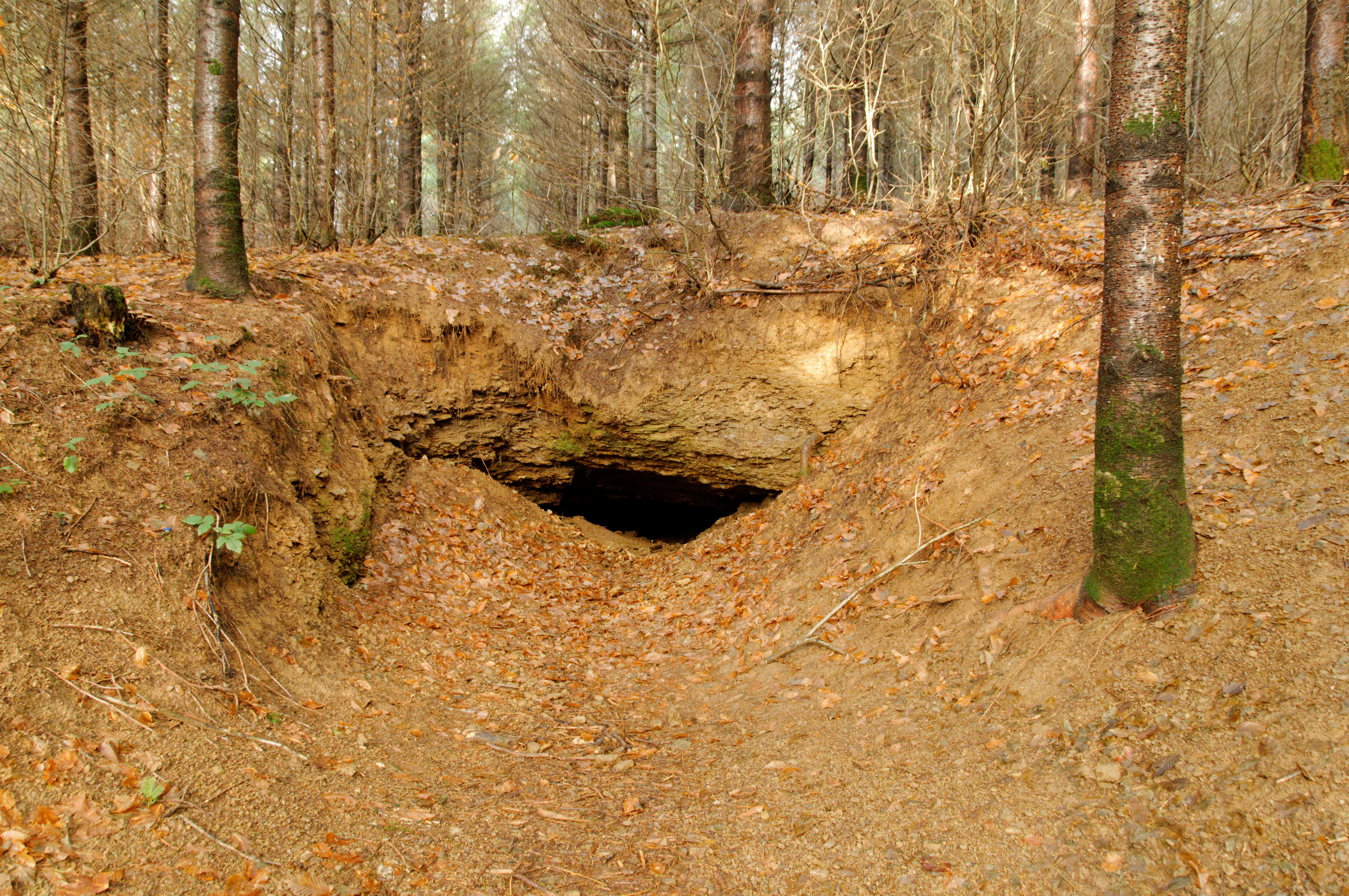
Verfallenes Stollenmundloch aus dem 18. Jahrhundert
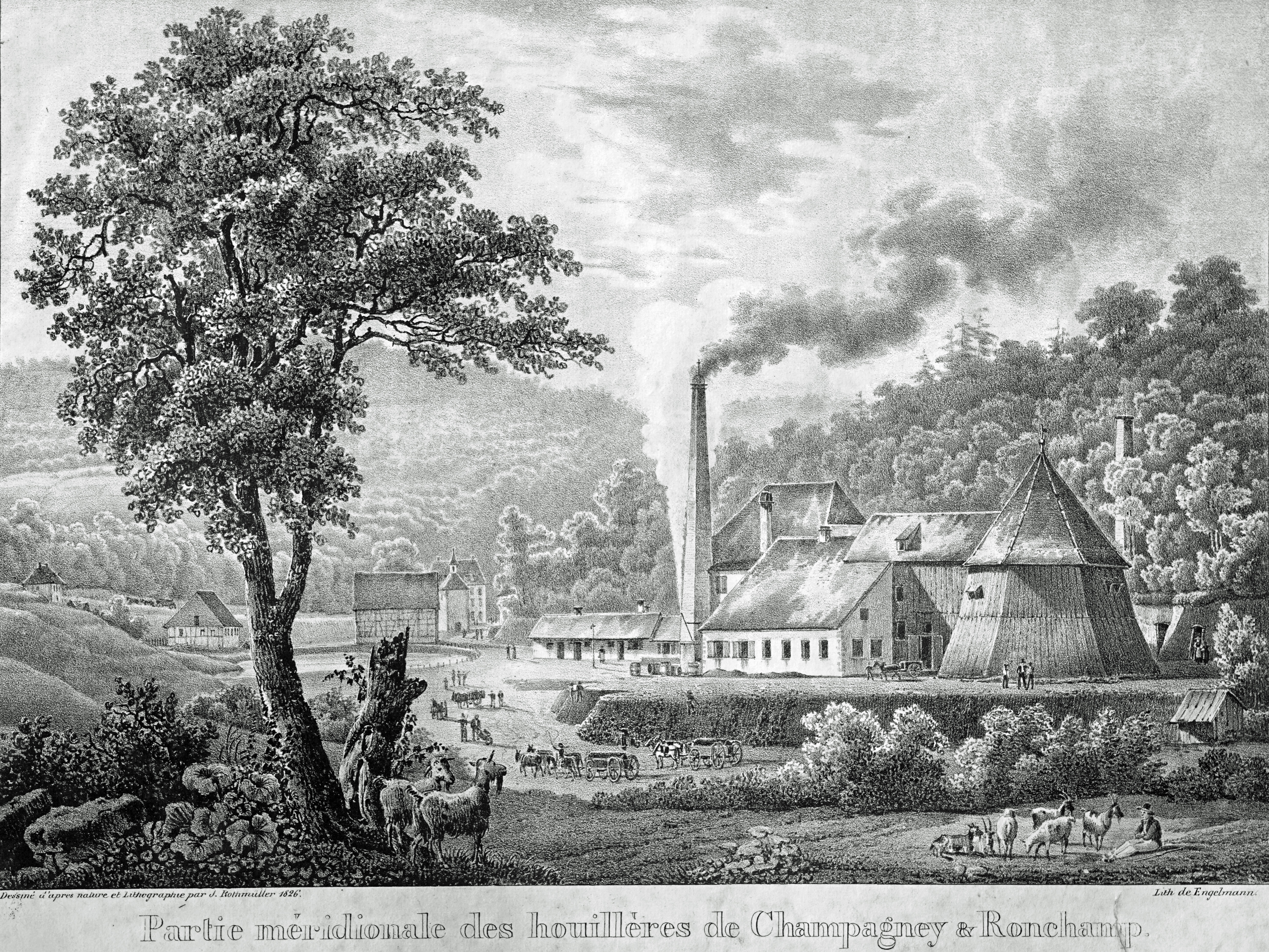
Der Schacht Saint Louis in einer zeitgenössischen Darstellung aus dem Jahre 1826
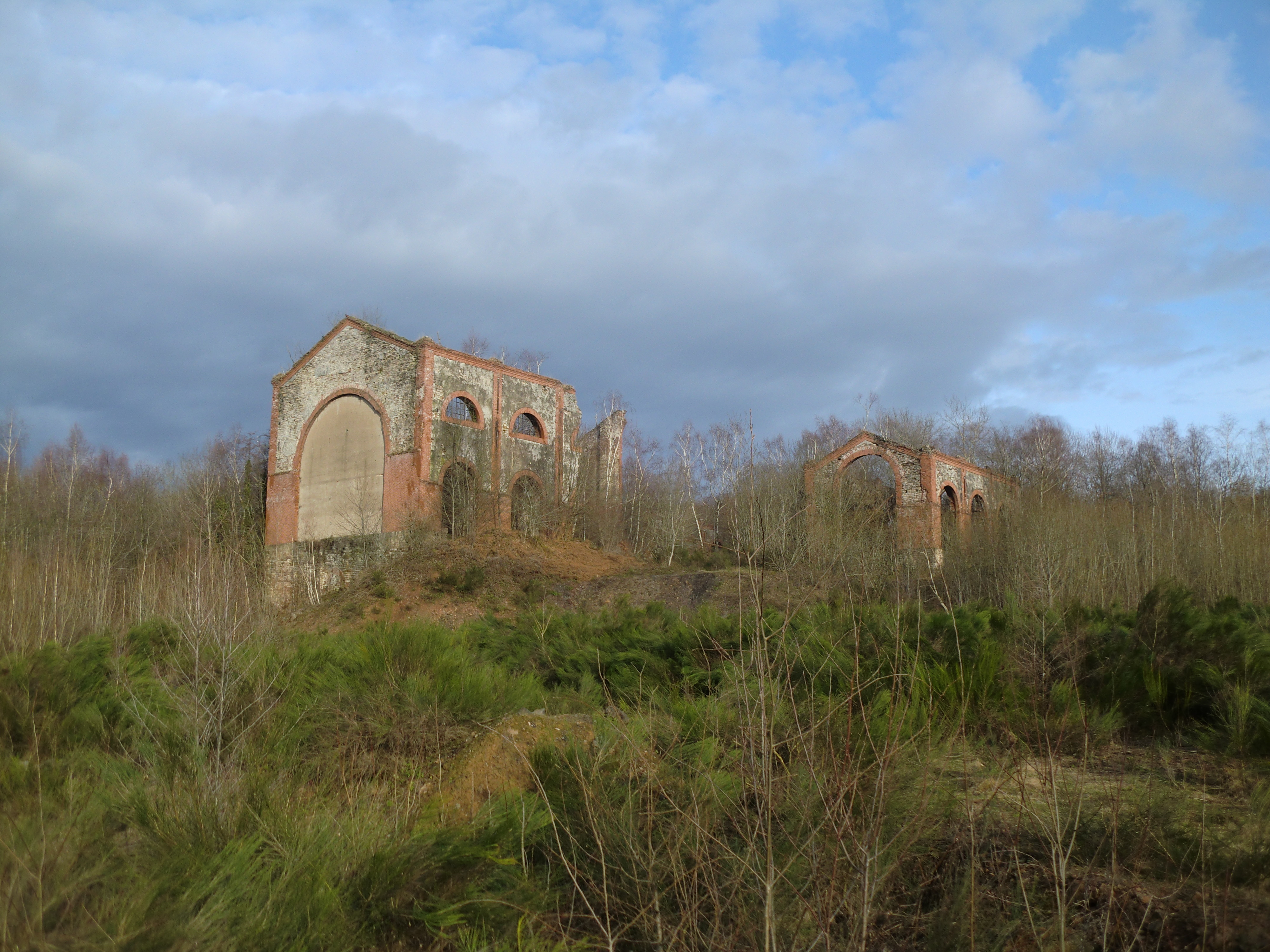
Die Ruinen von Schacht Arthur de Buyer
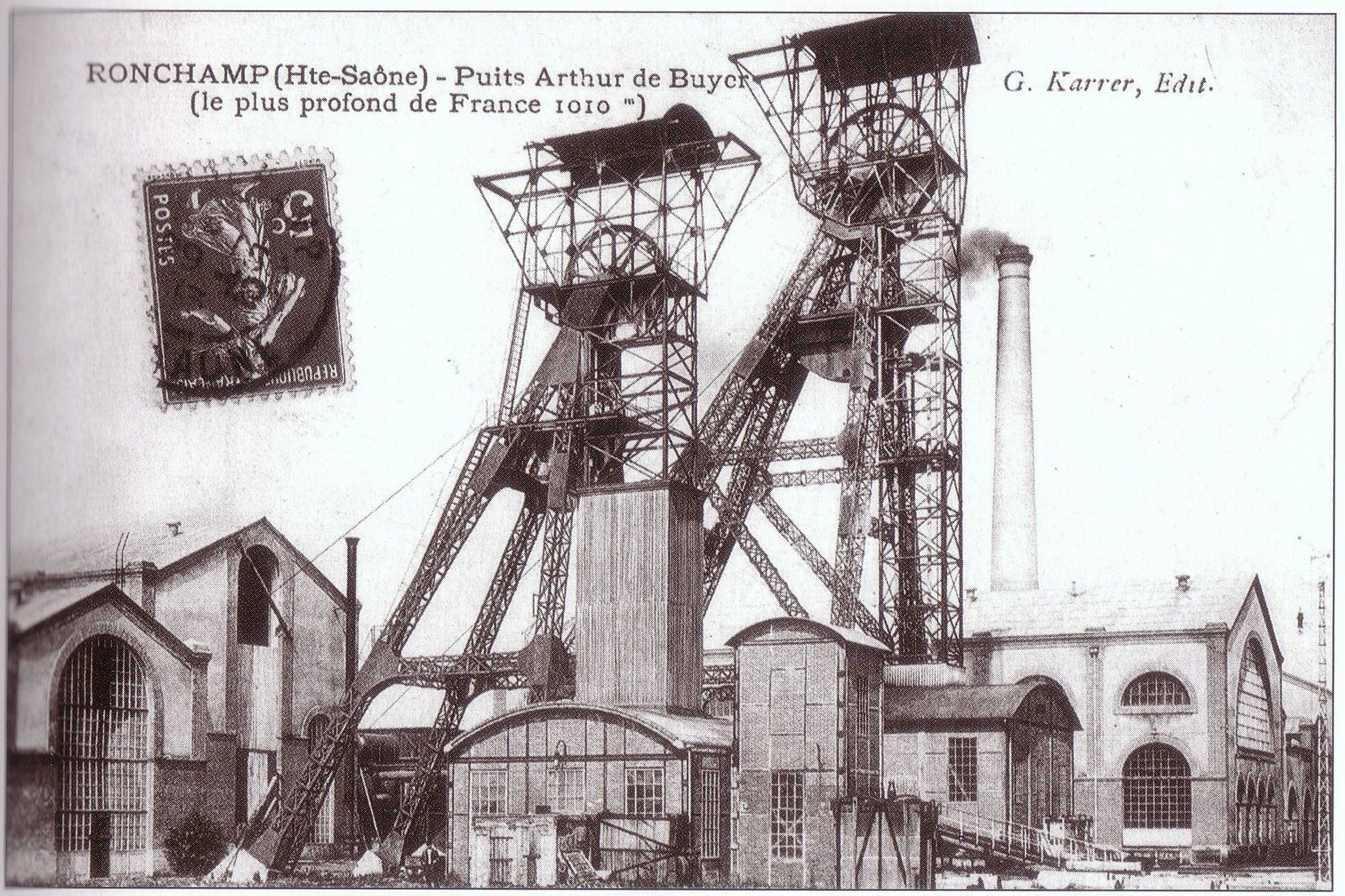
Der Schacht Arthur de Buyer, vor 1920
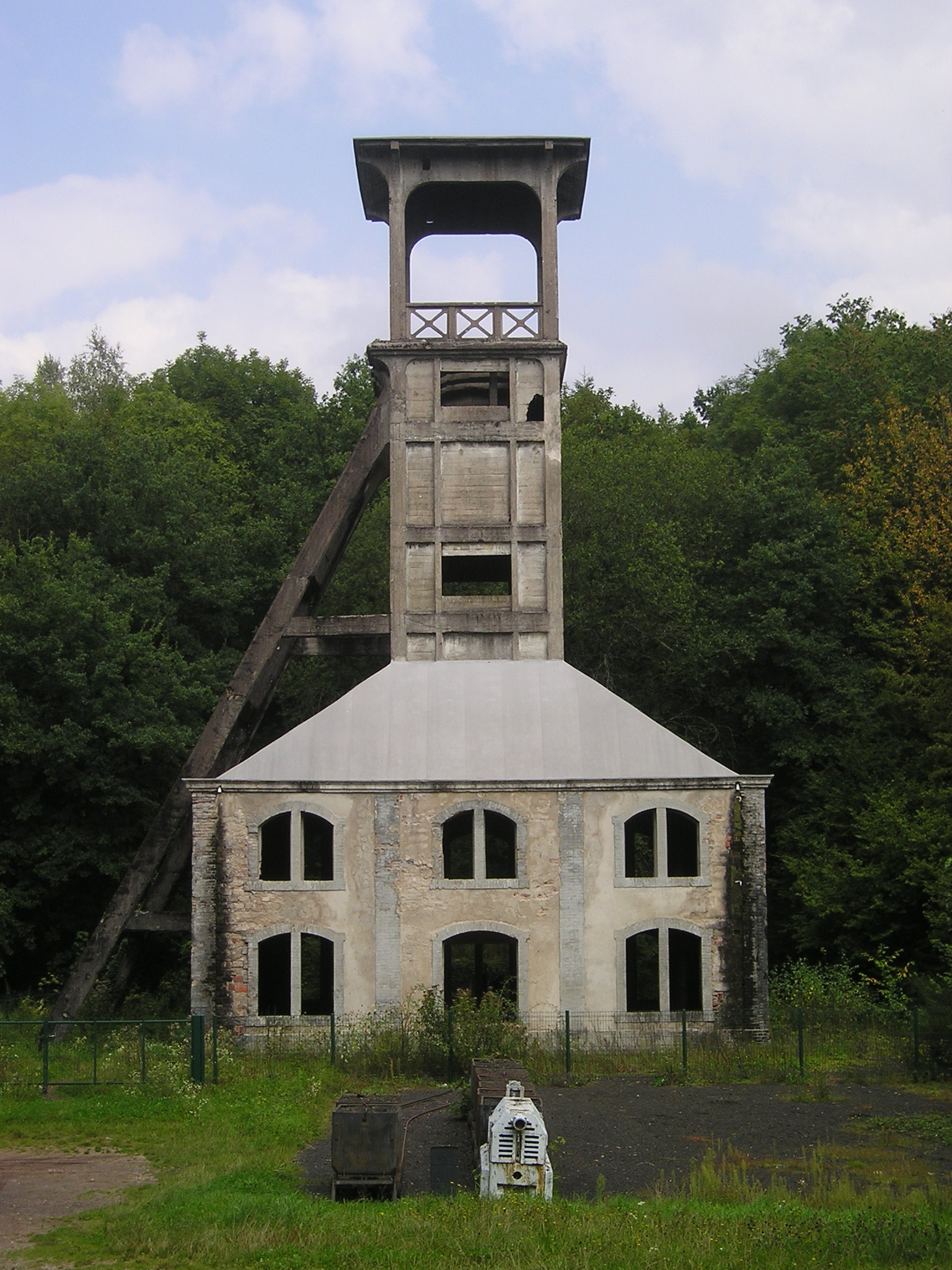
Der Schacht Sainte-Marie im Jahre 2007

## Liste der Schächte
| Teufbeginn | Name                             | Teufe   | in Betrieb | Funktion             | Eine weitere Funktion                    |
| ---------- | -------------------------------- | ------- | ---------- | -------------------- | ---------------------------------------- |
| 1810       | Schacht Saint-Louis              | 135 m   | 1823–1842  | Förderschacht        |                                          |
| 1815       | Schacht Henri IV                 | 61 m    | 1816–1835  | Förderschacht        |                                          |
| 1822       | Schacht Samson                   | 19 m    | 1824       | Förderschacht        |                                          |
| 1825       | Schacht Nr. 1                    | 164 m   | 1827–1833  | Förderschacht        |                                          |
| 1825       | Schacht Nr. 2                    | 156 m   | 1828–1833  | Förderschacht        |                                          |
| 1825       | Schacht Nr. 3                    | 38 m    | 1826–1829  | Förderschacht        |                                          |
| 1829       | Schacht Nr. 4                    | 45 m    | 1830–1841  | Förderschacht        |                                          |
| 1830       | Schacht Nr. 5                    | 74 m    | 1832       | Untersuchungsschacht |                                          |
| 1832       | Schacht Nr. 6                    | 66 m    | 1834–1836  | Förderschacht        | Wetterschacht 1839–1850                  |
| 1839       | Schacht Nr. 7                    | 205 m   | 1843–1849  | Förderschacht        | Wetterschacht 1849–1872                  |
| 1845       | Schacht Saint Charles / Nr. 8    | 315 m   | 1847–1895  | Förderschacht        |                                          |
| 1850       | Schacht Saint Joseph             | 453 m   | 1855–1895  | Förderschacht        |                                          |
| 1851       | Schacht Notre Dame d'Éboulet     | 564 m   | 1859–1896  | Förderschacht        | Wasserhaltung 1896–1958                  |
| 1854       | Schacht Saint Jean               | 51 m    | 1856       | Untersuchungsschacht |                                          |
| 1854       | Schacht Sainte Barbe             | 324 m   | 1860–1872  | Förderschacht        | Wetterschacht von Schacht Sainte-Pauline |
| 1854       | Schacht Sainte Pauline           | 546 m   | 1861–1884  | Förderschacht        |                                          |
| 1855       | Schacht de l’Espérance           | 103 m   | 1858       | Förderschacht        |                                          |
| 1864       | Schacht Sainte Marie             | 359 m   | 1866–1869  | Förderschacht        | Wetterschacht 1869–1958                  |
| 1866       | Schacht Saint Georges            | 470 m   | 1870–1873  | Förderschacht        |                                          |
| 1873       | Schacht du Magny                 | 694 m   | 1878–1958  | Förderschacht        | Stillgelegt 1916–1928                    |
| 1873       | Schacht du Chanois               | 588 m   | 1900–1951  | Förderschacht        |                                          |
| 1883       | Schacht du Tonnet / Nr. 9        | 574 m   | 1886–1888  | Förderschacht        |                                          |
| 1884       | Schacht Nr. 10                   | 247 m   | 1886–1896  | Wetterschacht        |                                          |
| 1892       | Schacht Arthur de Buyer / Nr. 11 | 1 010 m | 1900–1954  | Förderschacht        |                                          |
| 1949       | Schacht de l'Étançon / Nr. 13    | 44 m    | 1950–1958  | Förderschacht        |                                          |